# Fenwick Island
Fenwick Island è un comune degli Stati Uniti, situata nella Contea di Sussex, nello Stato del Delaware. Secondo il censimento del 2000 la popolazione era di 342 abitanti. Appartiene all'area micropolitana di Seaford.

## Economia

### Turismo
Fenwick Island, come le città di Lewes, Rehoboth Beach, Dewey Beach, Bethany Beach, e South Bethany, appartiene alla regione turistica della Contea di Sussex, in rapido sviluppo economico e demografico.
Fenwick Island, Bethany Beach e South Bethany sono note con il nome di The Quiet Resorts ("Luoghi di villeggiatura tranquilli"). Questo in opposizione alla frenesia di località come Dewey Beach e di Rehoboth Beach. A confermare la fama di Fenwick Island di località tranquilla aiuta anche la presenza del Delaware Seashore State Park, subito a nord della città, con un litorale sabbioso che isola dal caos delle città vicine.

## Geografia fisica
Secondo i rilevamenti dello United States Census Bureau, il comune di Fenwick Island si estende su una superficie totale di 1,3 km², dei quali 0,9 km² sono occupati da terre, mentre 0,4 km² sono occupati da acque.

## Popolazione
Secondo il censimento del 2000, a Fenwick Island vivevano 342 persone, ed erano presenti 126 gruppi familiari. La densità di popolazione era di 498 ab./km². Nel territorio comunale si trovavano 666 unità edificate. Per quanto riguarda la composizione etnica degli abitanti, il 99,42% era bianco. Il restante 0,58% della popolazione appartiene ad altre razze o a più di una. La popolazione di ogni razza proveniente dall'America Latina corrisponde al 2,63% degli abitanti.
Per quanto riguarda la suddivisione della popolazione in fasce d'età, il 6,1% era al di sotto dei 18, il 2,6% fra i 18 e i 24, l'11,1% fra i 25 e i 44, il 40,6% fra i 45 e i 64, mentre infine il 39,5% era al di sopra dei 65 anni di età. L'età media della popolazione era di 61 anni. Per ogni 100 donne residenti vivevano 89,0 maschi.